# Naturschutzgebiet Gelängeberg

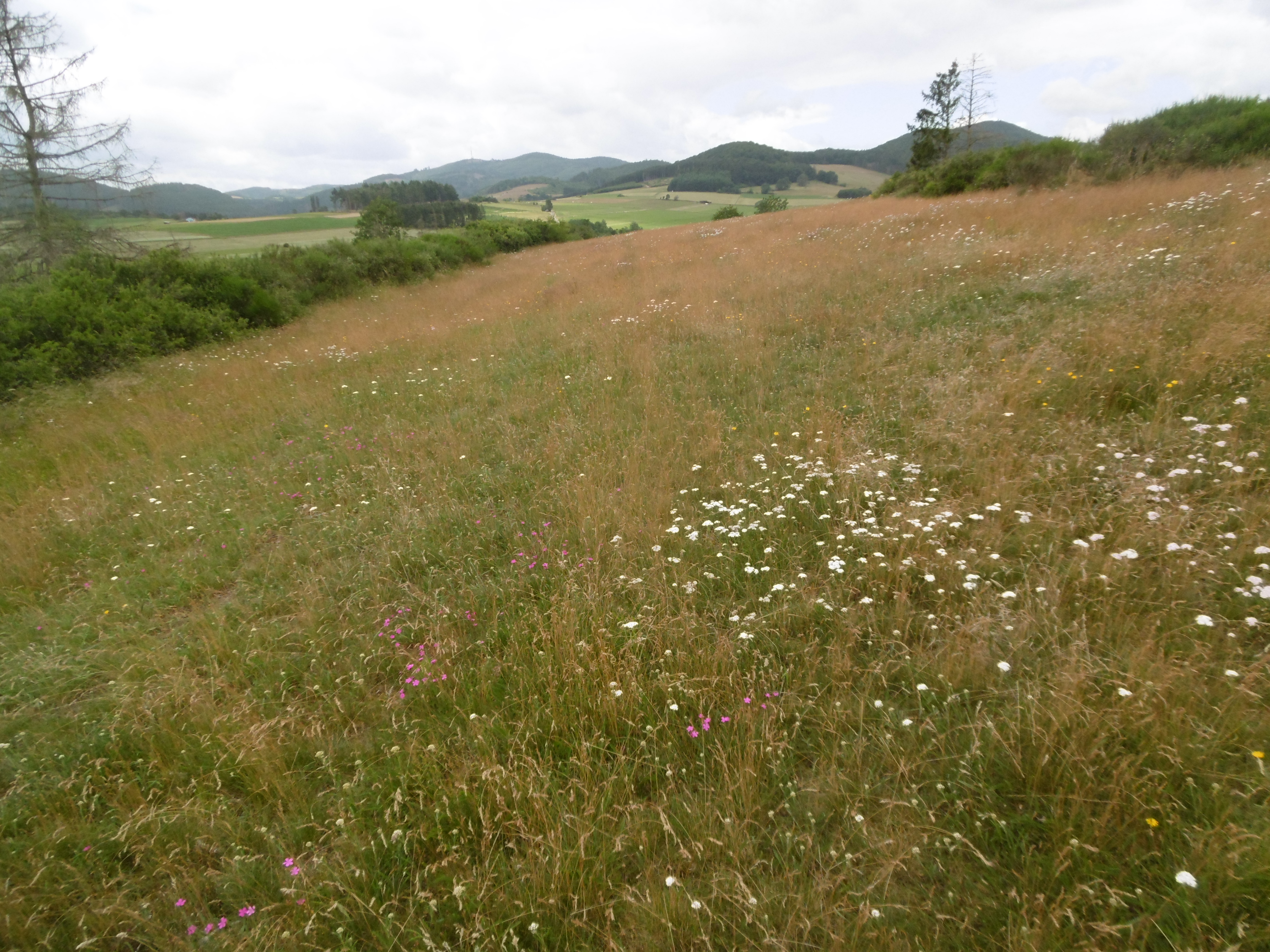
Magergrünland

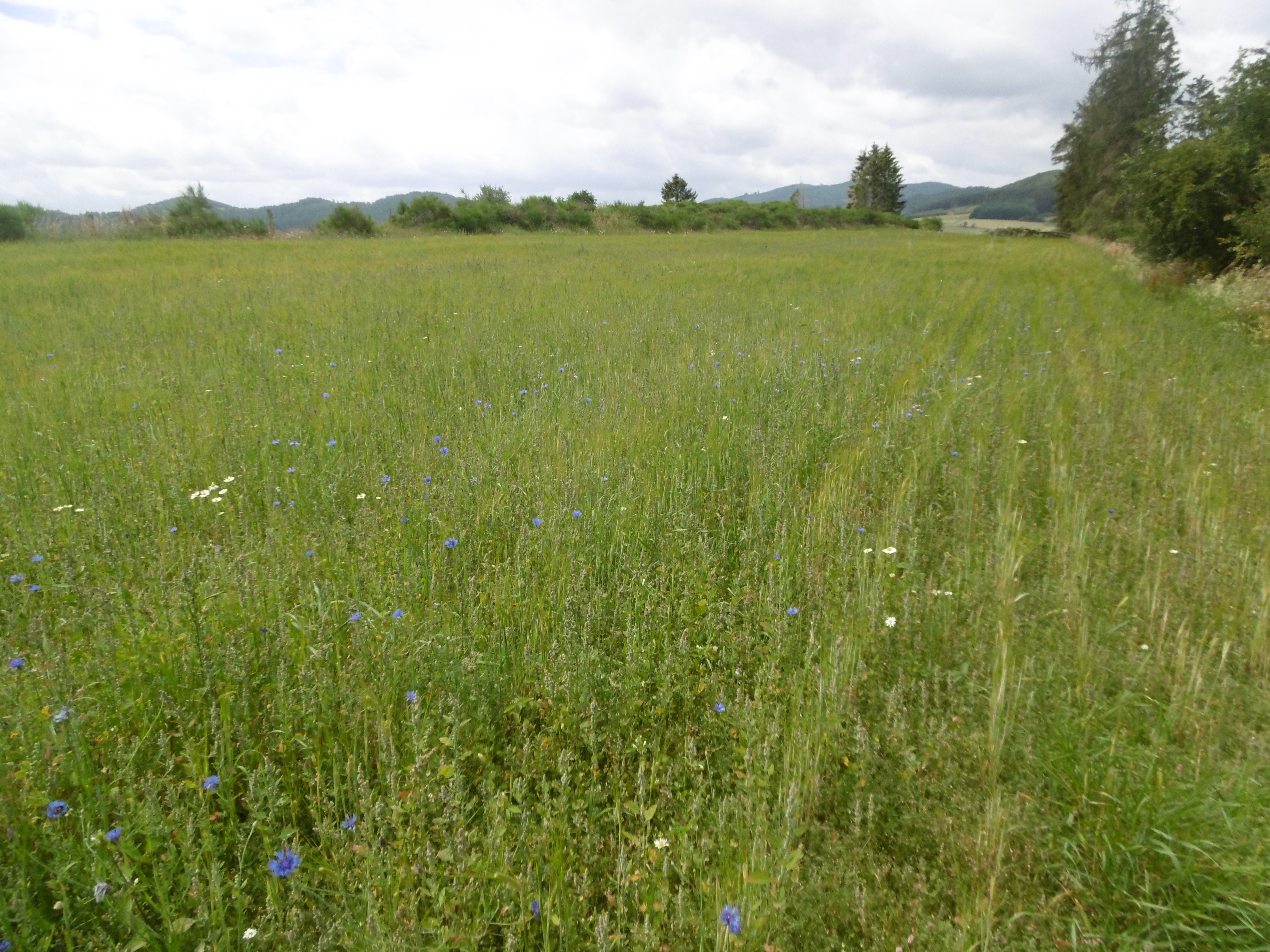
Ackerrandstreifen-Programm-Acker mit Kornblume im NSG

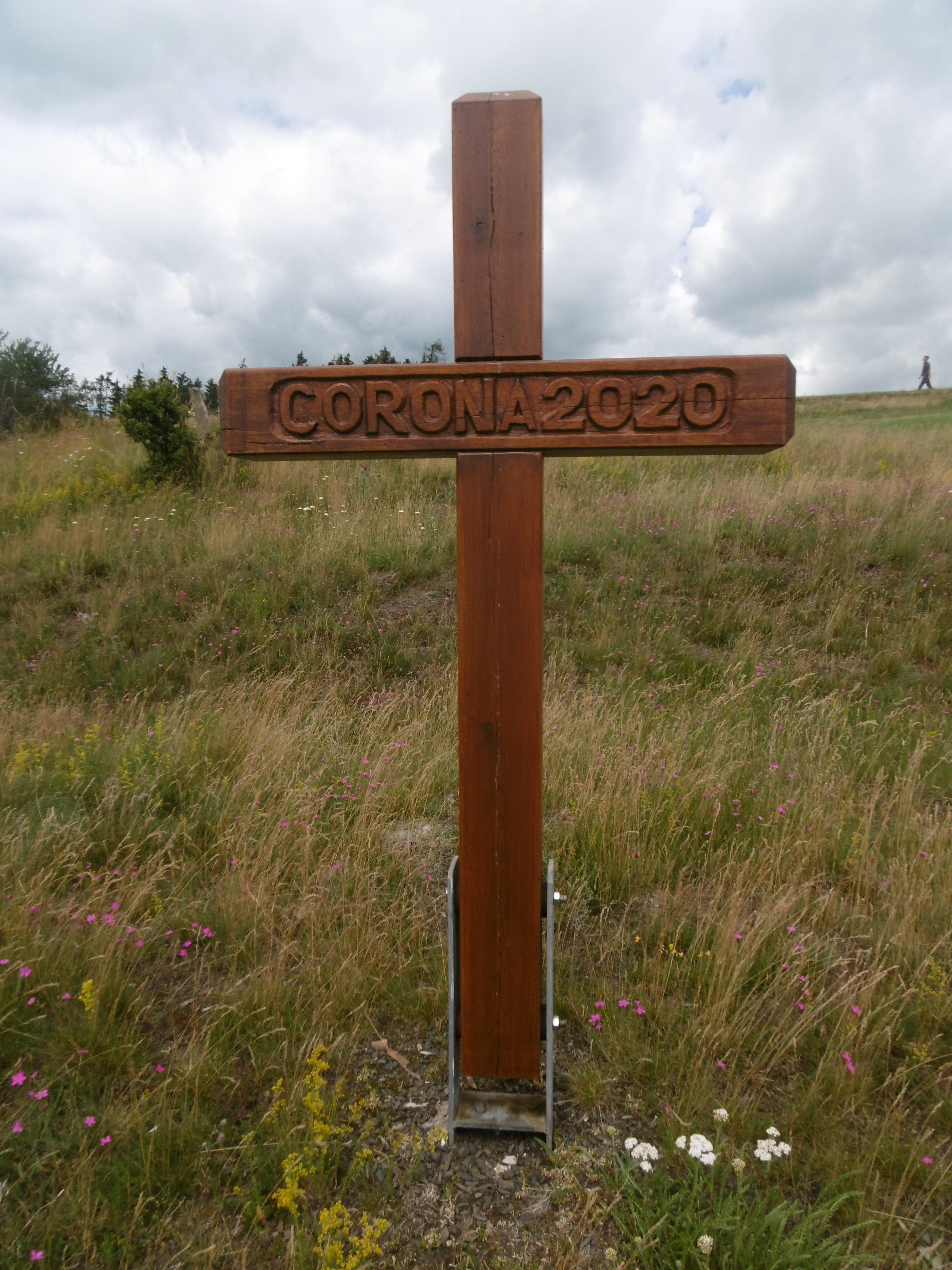
Corona 2020 Kreuz im NSG

Das Naturschutzgebiet Gelängeberg mit einer Größe von 12,39 ha liegt südwestlich von Medebach. Es wurde 2003 mit dem Landschaftsplan Medebach durch den Hochsauerlandkreis als Naturschutzgebiet (NSG) ausgewiesen. Das NSG ist Teil des Europäischen Vogelschutzgebietes Medebacher Bucht (DE-4717-401). Das NSG gehört auch zum FFH-Gebiet Waldreservat Glindfeld-Orketal.

## Gebietsbeschreibung
Das NSG umfasst den flachen Hügelrücken des Gelängeberges, durchzogen von zwei Seitentälchen des Gelänge-bachtales. Flachrücken des Gelängeberges und Hangzone des Gelängebaches tragen einen strukturreichen Kulturlandschaftskomplex aus Hecken, Besenginster-Heiden (mit einzelnen Wacholdern), Magergrünland (trockenen Glatt- und Goldhaferwiesen, trockenen Rotschwingel-Straußgrasweiden) und mageren Säumen. Kleinflächig sind auch Übergänge zum Borstgrasrasen ausgebildet. In den trockenen Grünlandgesellschaften sind zahlreiche gefährdete Pflanzenarten beheimatet. Auf der schmalen Talsohle der Gelängebach-Seitentäler ist kleinflächig Nassgrünland vom Typ der Sumpfdotterblu-menwiese ausgebildet; auch hier finden sich floristisch auffällige, gefährdete Pflanzenarten. Teile der Talhangzone sind verfichtet. Es gibt im südlichen Bereich auch Äcker und einen Ackerrandstreifen-Programm-Acker auf dem Gelängeberg mit vielen seltenen Arten wie Kornblume. Im NSG gibt es die heute sehr seltenen Glatthafer- und Wiesenknopf-Silgenwiesen.

## Tier- und Pflanzenarten im NSG
Im Gebiet brüten der Neuntöter und der Raubwürger. Das NSG ist das Zentrum der Raubwürger-Verbreitung innerhalb dieses Naturraumes. Weitere Tierarten im Gebiet sind Bachforelle, Bachstelze, Baumpieper, Bergmolch, Blaugrüne Mosaikjungfer, Brauner Grashüpfer, Erdkröte, Fadenmolch, Feldschwirl, Fitis, Flussmützenschnecke, Gartengrasmücke, Gebirgsstelze, Geburtshelferkröte, Gemeiner Grashüpfer, Grasfrosch, Grünfink, Heckenbraunelle, Mönchsgrasmücke, Nachtigall-Grashüpfer, Rebhuhn, Rotkehlchen, Schachbrettfalter, Singdrossel, Stieglitz, Stockente, Sumpfrohrsänger, Teichmolch, Wacholderdrossel, Zaunkönig und Zilpzalp.
Das Landesamt für Natur, Umwelt und Verbraucherschutz Nordrhein-Westfalen dokumentierte im Schutzgebiet Pflanzenarten wie Acker-Glockenblume, Acker-Hohlzahn, Acker-Hornkraut, Acker-Minze, Acker-Witwenblume, Acker-Winde, Alpen-Johannisbeere, Aronstab, Arznei-Engelwurz, Beifuß, Breitblättriger Thymian, Aufrechter Igelkolben, Bachbunge, Behaarter Kälberkropf, Bergwiesen-Frauenmantel, Besenginster, Besenheide, Bitteres Schaumkraut, Bittersüßer Nachtschatten, Breitblättriger Rohrkolben, Brennender Hahnenfuß, Dornige Hauhechel, Echte Nelkenwurz, Echter Wurmfarn, Echtes Johanniskraut, Echtes Labkraut, Echtes Leinkraut, Echtes Mädesüß, Echtes Springkraut, Feld-Ehrenpreis, Frauenfarn,  Frühlings-Fingerkraut, Fuchssches Greiskraut, Gänseblümchen, Gamander-Ehrenpreis, Geflecktes Johanniskraut, Gelbe Schwertlilie, Gemeiner Hohlzahn, Gemeiner Windhalm, Gewöhnliche Pestwurz, Gewöhnlicher Erdrauch, Gewöhnliches Ferkelkraut, Gewöhnlicher Froschlöffel, Gewöhnlicher Gilbweiderich, Gewöhnliches Habichtskraut, Gras-Sternmiere, Großer Dornfarn, Großer Wiesenknopf, Gundermann, Hain-Sternmiere, Harzer Labkraut, Heide-Nelke, Heidelbeere, Herbstzeitlose, Huflattich, Kleine Bibernelle, Kleine Braunelle, Kleine Wasserlinse, Kleine Wolfsmilch, Kleiner Knöterich, Kleiner Sauerampfer, Kleiner Wiesenknopf, Kleines Habichtskraut, Kletten-Labkraut, Knolliger Hahnenfuß, Knotige Braunwurz, Kohldistel, Kornblume, Krauser Ampfer, Kriechende Hauhechel, Kriechender Günsel,  Kriechender Hahnenfuß, Kuckucks-Lichtnelke, Körner-Steinbrech, Küsten-Kamille, Magerwiesen-Margerite, Mittlerer Wegerich, Moor-Labkraut, Moschus-Malve, Pfennigkraut, Quell-Sternmiere, Rainfarn, Rauhaarige Wicke, Rote Lichtnelke,  Roter Fingerhut, Rundblättrige Glockenblume, Saat-Hohlzahn, Scharfer Hahnenfuß, Schlangen-Knöterich, Schmalblättriger Merk, Schmalblättriges Weidenröschen, Schwimmendes Laichkraut, Silber-Fingerkraut, Skabiosen-Flockenblume, Spitz-Wegerich, Spitzlappiger Frauenmantel, Sumpf-Dotterblume, Sumpf-Helmkraut, Sumpf-Labkraut, Sumpf-Pippau, Sumpf-Schachtelhalm, Sumpf-Storchschnabel, Sumpf-Veilchen, Sumpf-Vergissmeinnicht, Sumpf-Weidenröschen, Sumpf-Ziest, Tauben-Skabiose, Teich-Schachtelhalm, Ufer-Wolfstrapp, Vogelknöterich, Vogel-Wicke, Wald-Engelwurz, Wald-Ehrenpreis, Wald-Storchschnabel, Wald-Ziest,  Waldmeister, Weißes Labkraut, Wiesen-Bocksbart, Wiesen-Bärenklau, Wiesen-Flockenblume, Wiesen-Kerbel, Wiesen-Kümmel, Wiesen-Pippau, Wiesen-Schaumkraut, Wilde Möhre, Wildes Stiefmütterchen, Winden-Knöterich und Zaun-Wicke.

## Schutzzweck
Das NSG soll das Grünland mit seinem Arteninventar schützen. Insbesondere geht es um Erhaltung eines Kulturbiotopkomplexes von herausragender floristischer, vegetationskundlicher und ornithologischer Bedeutung. Wie bei allen Naturschutzgebieten in Deutschland wurde in der Schutzausweisung darauf hingewiesen, dass das Gebiet „wegen der Seltenheit, besonderen Eigenart und Schönheit des Gebietes“ zum Naturschutzgebiet erklärt wurde.